# Marc Fitzpatrick
Marc Fitzpatrick (ur. 11 maja 1986 w Lanark) – szkocki piłkarz występujący na pozycji pomocnika.

## Kariera
W latach 2003–2010 grał w Motherwell F.C., którego jest wychowankiem. W jego barwach zadebiutował 12 maja 2004 roku, w meczu z Celtikiem. Swojego pierwszego gola strzelił w spotkaniu przeciwko Heart of Midlothian w Pucharze Ligi Szkockiej, wygranym 3:2. W 2011 roku odszedł do Ross County. Następnie występował w Queen of the South oraz Greenock Morton, a w 2014 roku przeszedł do Airdrieonians.
W Scottish Premier League rozegrał 141 spotkań i zdobył 4 bramki.